# Jeanne Tiphaine
Pour les articles homonymes, voir Tiphaine.
Louise-Jeanne Tiphaine connue comme Jeanne Tiphaine, née le 20 août 1873 dans le 15e arrondissement de Paris et morte le 12 octobre 1956 dans le 16e arrondissement de Paris, est une soprano française qui a fait toute sa carrière à l'Opéra-Comique (1894-1938).

## Biographie
Elle étudie au Conservatoire de Paris. Elle fait ses débuts en 1894 à l'Opéra-Comique dans le rôle d'Isabelle dans Le Pré aux clercs. 
Elle crée de nombreux rôles à l'Opéra-Comique, Lycenion dans Daphnis et Chloé de Bussier en 1897, Musetta dans La Bohème de G. Puccini en 1898, Noémie dans Cendrillon de Jules Massenet en 1899, Irma dans Louise de Charpentier en 1900, Fiamina dans Grisélidis de Massenet et Nicole dans La Fille de Tabarin de Gabriel Pierné  en 1901, Claudine dans La Petite Maison de William Chaumet et Pantasilée dans La Reine Fiammette (en) de Xavier Leroux en 1903, Pauline dans L'Enfant roi d'Alfred Bruneau en 1905, Iris dans La revanche d'Iris d'Edmond Diet en 1906, la mère dans La forêt bleue de Louis Aubert en 1911, Fatouma dans Mârouf, savetier du Caire par Henri Rabaud en 1914, Luce dans Le poème du Soir de Chevallier en 1925, l'intendante dans  Le bon roi Dagobert de Marcel Samuel-Rousseau en 1927, et Madame Sottonville dans George Dandin ou le Mari confondu d'après Molière de Max d'Ollone en 1930.